# Championnat du Burkina Faso de football 2001
Navigation
Saison suivante
La saison 2001 du Championnat du Burkina Faso de football est la trente-neuvième édition de la première division au Burkina Faso, organisée sous forme de poule unique, le Championnat National, où toutes les équipes se rencontrent deux fois au cours de la saison. En fin de saison, le dernier du classement est relégué et remplacé par le champion de deuxième division tandis que le club classé 11e affronte le vice-champion de D2 en barrage de promotion-relégation.
C'est le club de l'Étoile Filante de Ouagadougou qui remporte la compétition cette saison après avoir terminé en tête du classement final, avec deux points d'avance sur l'ASFA Yennenga et dix sur le tenant du titre, l'Union sportive des Forces armées. C'est le onzième titre de champion du Burkina Faso de l'histoire du club.

## Qualifications continentales
Deux places en compétitions continentales sont réservées aux clubs burkinabés : le champion se qualifie pour la Ligue des champions de la CAF 2002 tandis que le vainqueur de la Coupe du Burkina Faso obtient son billet pour la Coupe de la CAF 2002.

## Les clubs participants
| - Union sportive des Forces armées - Étoile Filante de Ouagadougou - ASFA Yennenga - ASF Bobo-Dioulasso - Racing Club de Bobo - Olympic Nahouri - Promu en Championnat National | - US Ouagadougou - Rail Club du Kadiogo - US FRAN - Santos FC - ASEC Koudougou - Kiko Football Club |

## Compétition
Le barème de points servant à établir le classement se décompose ainsi :
- Victoire : 3 points
- Match nul : 1 point
- Défaite : 0 point

### Classement
| Rang | Équipe                            | Pts | J  | G  | N | P  | Bp | Bc | Diff |
| ---- | --------------------------------- | --- | -- | -- | - | -- | -- | -- | ---- |
| 1    | Étoile Filante de OuagadougouC    | 51  | 22 | 16 | 3 | 3  | 41 | 18 | +23  |
| 2    | ASFA Yennenga                     | 49  | 22 | 15 | 4 | 3  | 48 | 15 | +33  |
| 3    | Union sportive des Forces arméesT | 41  | 22 | 12 | 5 | 5  | 37 | 22 | +15  |
| 4    | ASF Bobo-Dioulasso                | 36  | 22 | 10 | 6 | 6  | 26 | 23 | +3   |
| 5    | Racing Club de Bobo               | 35  | 22 | 10 | 5 | 7  | 29 | 22 | +7   |
| 6    | Olympic NahouriP                  | 29  | 22 | 7  | 8 | 7  | 21 | 21 | 0    |
| 7    | US Ouagadougou                    | 27  | 22 | 7  | 6 | 9  | 27 | 32 | -5   |
| 8    | Rail Club du Kadiogo              | 24  | 22 | 7  | 3 | 12 | 32 | 31 | +1   |
| 9    | US FRAN                           | 24  | 22 | 6  | 6 | 10 | 16 | 30 | -14  |
| 10   | Santos FC                         | 24  | 22 | 7  | 3 | 12 | 19 | 36 | -17  |
| 11   | ASEC Koudougou                    | 15  | 22 | 2  | 9 | 11 | 17 | 39 | -22  |
| 12   | Kiko Football ClubP               | 9   | 22 | 1  | 6 | 15 | 12 | 36 | -24  |

|  | Qualification pour la Ligue des champions de la CAF 2002                      |
|  | Qualification pour la Coupe de la CAF 2002                                    |
|  | Participation au barrage de promotion-relégation                              |
|  | Relégation directe en D2                                                      |
|  | T : Tenant du titre C : Vainqueur de la Coupe du Burkina Faso P : Promu de D2 |

### Matchs

#### Barrage de promotion-relégation
Le 11e du Championnat national affronte le vice-champion de D2 en barrage pour déterminer le dernier club participant au championnat de première division la saison suivante.
| Équipe 1       | Résultat | Équipe 2        |
| -------------- | -------- | --------------- |
| ASEC Koudougou | -        | (D2) AS SONABEL |

- Les résultats ne sont pas connus mais on sait que les deux clubs se maintiennent dans leur championnat respectif.

## Bilan de la saison
| Championnat du Burkina Faso de football 2001             |                                           |
| Champion                                                 | Étoile Filante de Ouagadougou (11e titre) |
| Coupes et trophées                                       |                                           |
| Vainqueur de la Coupe du Burkina Faso 2001               | Étoile Filante de Ouagadougou             |
| Qualifications continentales                             |                                           |
| Ligue des champions de la CAF 2002                       | Étoile Filante de Ouagadougou             |
| Coupe d'Afrique des vainqueurs de coupe de football 2002 | Aucun                                     |
| Coupe de la CAF 2002                                     | ASFA Yennenga                             |
| Promotions et relégations                                |                                           |
| Promus en Premier League                                 | Union sportive de la Comoé                |
| Relégués en Nationwide League                            | Kiko Football Club                        |